# Schett (Einheit)
Der Schett, Schetten, oder die Schote, war ein Getreidemaß in Innichen im Tiroler Pustertal. Nach anderen Quellen galt das Maß in allen Kirchgemeinden („einverleibten Pfarren“) im Pustatal. Erwähnt wird es bereits im Jahr 1545 und soll auch bevorzugt für Flachs verwendet worden sein.
- Roggen: 1 Schett = 2 Toblacher Star
- Gerste: 1 Schett = 2 Toblacher Star plus 1 Galfe

Bemerkung: 3 Galfe = 1 Star (gestrichen)
- Hafer: 1 Schett = 4 Toblacher Star

Bemerkung: 1 Toblacher Star = 30,783 Liter (gestrichen), 34,533 Liter (gehäuft)